# 哀悼基督 (乔托)
《哀悼基督》是意大利艺术家乔托的一幅湿壁画，绘制于1305年，位于意大利帕多瓦帕多瓦斯克罗威尼小堂的北墙，是基督生平组画的一部分。
斯克罗维尼小堂是斯克罗维尼家族在埃雷米塔尼修道院旁建造的私人小堂，于1305年祝圣。1304年至1306年间，乔托在此画了一组描绘圣经场景的湿壁画杰作，装饰小堂的内墙和天花板。修道院和小堂现在都是帕多瓦市民博物馆的一部分。